# Arcidiocesi di Tuam

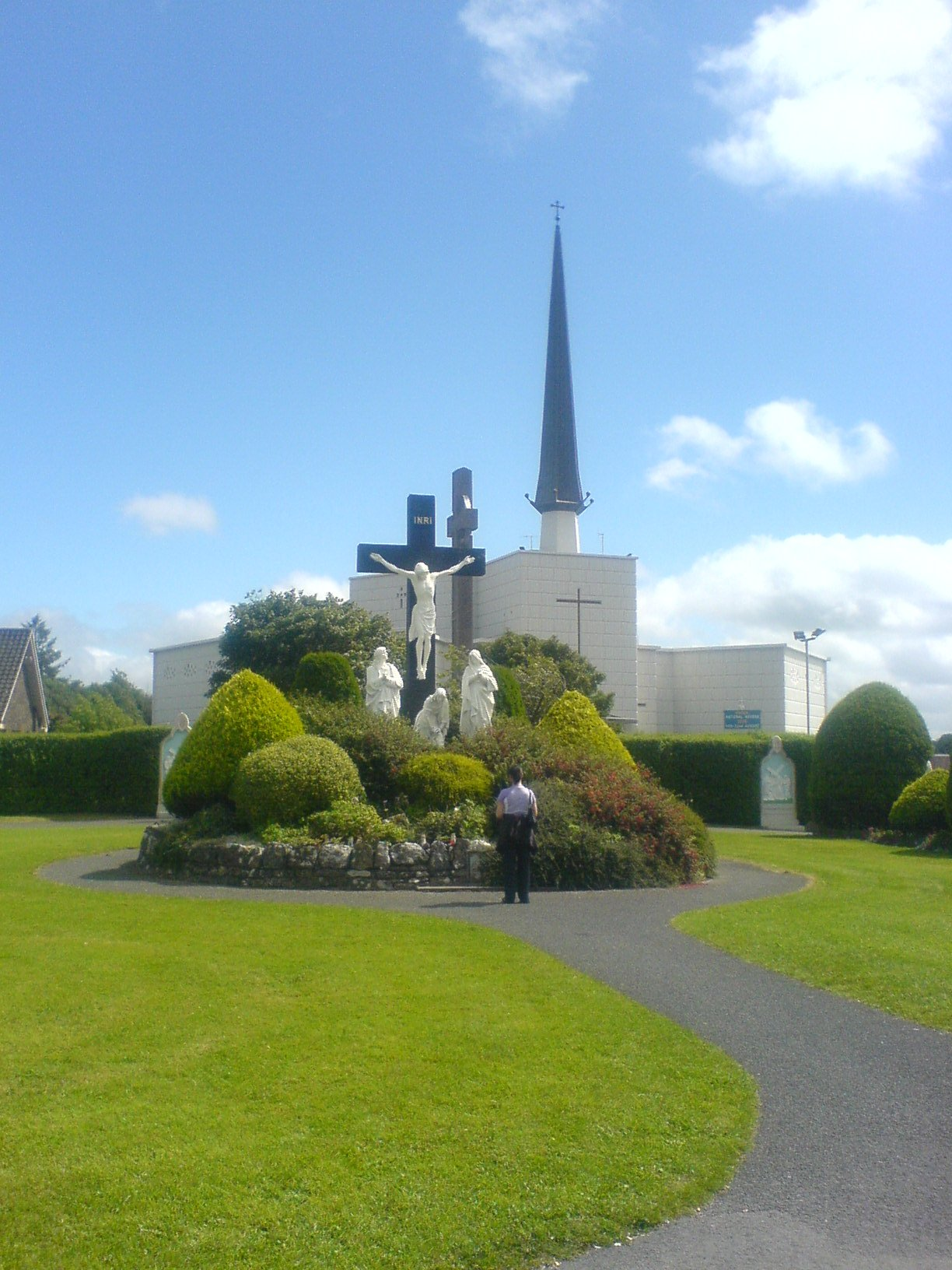
Il santuario mariano di Knock.

L'arcidiocesi di Tuam (in latino: Archidioecesis Tuamensis) è una sede metropolitana della Chiesa cattolica in Irlanda. Nel 2022 contava 145.312 battezzati su 159.995 abitanti. È retta dall'arcivescovo Francis Duffy.

## Territorio
L'arcidiocesi si estende dal fiume Shannon ad ovest fino al mare e comprende all'incirca metà delle contee di Galway e di Mayo, più una piccola parte della contea di Roscommon. Per estensione è la più vasta diocesi irlandese.
Sede arcivescovile è la città di Tuam, dove si trova la cattedrale dell'Assunzione della Beata Vergine Maria. L'arcidiocesi ospita il luogo di pellegrinaggio più visitato dell'isola: il santuario mariano di Knock.
Il territorio è suddiviso in 56 parrocchie, raggruppate in 8 decanati.

## Storia
La diocesi di Tuam fu eretta nel primo quarto del VI secolo, dopo che san Patrizio ne aveva evangelizzato il territorio nel secolo precedente. Originariamente, la diocesi comprendeva solo una porzione della diocesi attuale ed era una giurisdizione monastica, come le altre diocesi irlandesi del tempo.
Nel 1111 il sinodo di Rathbreasail segnò il passaggio ad una giurisdizione diocesana sul modello del continente europeo, tuttavia l'eredità della giurisdizione monastica sopravvisse in questo angolo d'Irlanda anche al successivo sinodo di Kells del 1152, in cui la diocesi Tuam fu elevata al rango di arcidiocesi metropolitana, soprattutto in ragione dell'importanza politica della città come sede del re del Connacht Ruaidri mac Tairrdelbach Ua Conchobair che impose la sua supremazia su tutta l'Irlanda. Lo stesso sinodo di Kells soppresse la diocesi di Cong, il cui territorio fu incorporato nell'arcidiocesi di Tuam.
La diocesi di Enachdune (oggi Annaghdown) non menzionata nel sinodo di Rathbreasail, fu invece riconosciuta dal sinodo di Kells. Dal 1253 al 1306 la sede fu soppressa e il suo territorio fu unito all'arcidiocesi di Tuam. Nel 1306 il decano e il capitolo di Enachdune elessero il vescovo Gilbert senza ottenere la previa autorizzazione del re e nonostante la sede fosse soppressa. L'arcivescovo di Tuam si appellò alla Santa Sede, ma il vescovo Gilbert, già consacrato,  rimase in carica. Gli arcivescovi di Tuam cercarono per circa 250 anni di imporre sull'abbazia di Annaghdown e sulle parrocchie soggette la loro giurisdizione, scontrandosi con gli abati che cercavano di mantenere la propria indipendenza. Nel 1484 le rivendicazioni degli abati trovarono esito con l'erezione della custodia di Galway, una giurisdizione quasi-episcopale, che sarà soppressa nel 1830 in favore dell'erezione della diocesi di Galway (oggi diocesi di Galway e Kilmacduagh).
Tra il XII e il XIII secolo gli arcivescovi di Tuam rigettarono le pretese degli arcivescovi di Armagh sulle chiese fondate da san Patrizio nell'arcidiocesi di Tuam, con una controversia terminata nel 1211. A loro volta gli arcivescovi di Tuam reclamavano il potere metropolitico sulle diocesi di Ardagh e di Kilmore, ma nel 1235 papa Gregorio IX decise la controversia in favore di Armagh.
Nella seconda metà del XIII secolo la sede vescovile fu per qualche tempo la città di Athlone.
All'epoca della Riforma protestante del 1534 voluta da Enrico VIII d'Inghilterra l'arcidiocesi era retta da Christopher Bodykin, che mantenne un atteggiamento prudente e non fu perseguitato dalle autorità. Nel 1558 poté anzi compiere una visita pastorale, i cui atti forniscono preziose indicazioni storiche. I suoi successori Nicholas Skerret e Miler O'Higgens, furono entrambi costretti all'esilio: il primo morì a Lisbona e il secondo ad Anversa.
Nel 1631 fu definitivamente soppressa e unita all'arcidiocesi di Tuam anche la diocesi di Mayo, che era stata già formalmente soppressa nel 1202, ma di cui per secoli erano stati nominati i vescovi. A sua volta la diocesi di Mayo comprendeva l'antica sede monastica di Aghagower, che non era sopravvissuta alla riorganizzazione delle diocesi irlandesi del XII secolo.
Nel XVII secolo spicca per patriottismo la figura dell'arcivescovo Malachy O'Queely, che volle guidare l'esercito durante le ribellioni irlandesi del 1642-1645, trovando la morte in battaglia.
Questa parte di Irlanda fu quella che soffrì maggiormente durante la Grande carestia irlandese degli anni 1840. Durante questo periodo i protestanti cercavano di fare proseliti fra i cattolici, offrendo generi alimentari alle famiglie che mandavano i figli nelle loro scuole. Nonostante la grande povertà, moltissimi cattolici respinsero l'offerta per conservare la propria fede. In generale durante il XIX secolo l'arcidiocesi poté dotarsi di nuove chiese e di nuove scuole e nel contempo si diede a combattere alcune piaghe sociali, come l'alcolismo e la criminalità.

## Cronotassi dei vescovi
Si omettono i periodi di sede vacante non superiori ai 2 anni o non storicamente accertati.
- San Iarlath † (circa 501 - circa 540 deceduto)
- Ferdomuach † (? - 781 deceduto)
- Eugene MacCleric † (? - 969 deceduto)
- Murchad O'Nioc † (? - 1033 deceduto)
- Edan O'Hoisin I † (? - 1085 deceduto)
- Ercal O'Maelomair † (? - 1086 deceduto)
- Cormac O'Carroll † (? - 1091 deceduto)
- Cathasach O'Conail † (? - 1117 deceduto)
- Murchad O'Nioc † (? - 1128 deceduto)
- Donald O'Dubhai † (? - 17 marzo 1136 deceduto)
- Maurice O'Dubhai † (prima del 1144 - 1150 deceduto)
- Edan O'Hoisin II † (1150 - 1161 deceduto)
- Catholicus O'Dubhai † (1161 - 1201 deceduto)
- Felix O'Ruadan, O.Cist. † (1201 - 23 marzo o 1º aprile 1233 dimesso)
- Marian O'Loughnan † (1235 - 24 dicembre 1249 deceduto)
- Florence MacFlynn † (25 dicembre 1250 consacrato - 1256 deceduto)
- Gualtiero di Salerno † (29 maggio 1257 - aprile 1258 deceduto)
- Thomas O'Connor † (1259 - giugno 1279 deceduto)
  - Sede vacante (1279-1286)
- Stephen of Fulburn, O.F.M. † (12 luglio 1286 - 3 luglio 1288 deceduto)
- William of Birmingham † (2 maggio 1289 - gennaio 1312 deceduto)
- Malachy MacAeda † (19 dicembre 1312 - 10 agosto 1348 deceduto)
- Thomas O'Carroll † (26 novembre 1348 - 28 febbraio 1364 nominato arcivescovo di Cashel)
- John O'Grady † (20 novembre 1364 - 19 settembre 1371 deceduto)
- Gregory † (7 maggio 1372 - 1384 deceduto)
  - Gregory O'Moghan † (1384 - 1385 deposto) (illegittimo)
- William O'Cormacan † (5 maggio 1386 - 27 gennaio 1393 nominato vescovo di Clonfert)
- Maurice O'Kelly † (27 gennaio 1393 - 29 settembre 1409 deceduto)
- John Babynge, O.P. † (1409 - circa 1427 deceduto)
  - Cornelius, O.F.M. † (7 ottobre 1411 - ?) (antivescovo)
- John Bsterley (o Barley), O.P. † (7 giugno 1430 - 1437 deceduto)
- Thomas O'Kelly, O.P. † (15 giugno 1438 - 1441 deceduto)
- John Burke (de Burgo) † (9 ottobre 1441 - 1450 deceduto)
- Donat O'Muregeid, O.S.A. † (2 dicembre 1450 - 17 gennaio 1484 deceduto)
- William Joyce † (16 maggio 1485 - 28 dicembre 1501 deceduto)
- Philip Pinson, O.F.M. † (dicembre 1503 - ?)
- Walter Blake † (6 aprile 1506 - ? deceduto)
- Maurice O'Fihely, O.F.M. † (26 giugno 1506 - 25 marzo 1513 deceduto)
- Thomas O'Mullaly † (19 giugno 1514 - 28 aprile 1536 deceduto)
- Arthur O'Frigil † (7 ottobre 1538 - ? deposto)
- Christopher Bodykin † (1555 - febbraio 1573 deceduto)
  - Sede vacante (1573-1580)
- Nicholas Skerret † (17 ottobre 1580 - 1583 deceduto)
  - Sede vacante (1583-1586)
- Miler O'Higgens † (23 marzo 1586 - 1590 deceduto)
- James O'Healy † (20 marzo 1591 - 25 settembre 1595 deceduto)
  - Sede vacante (1595-1609)

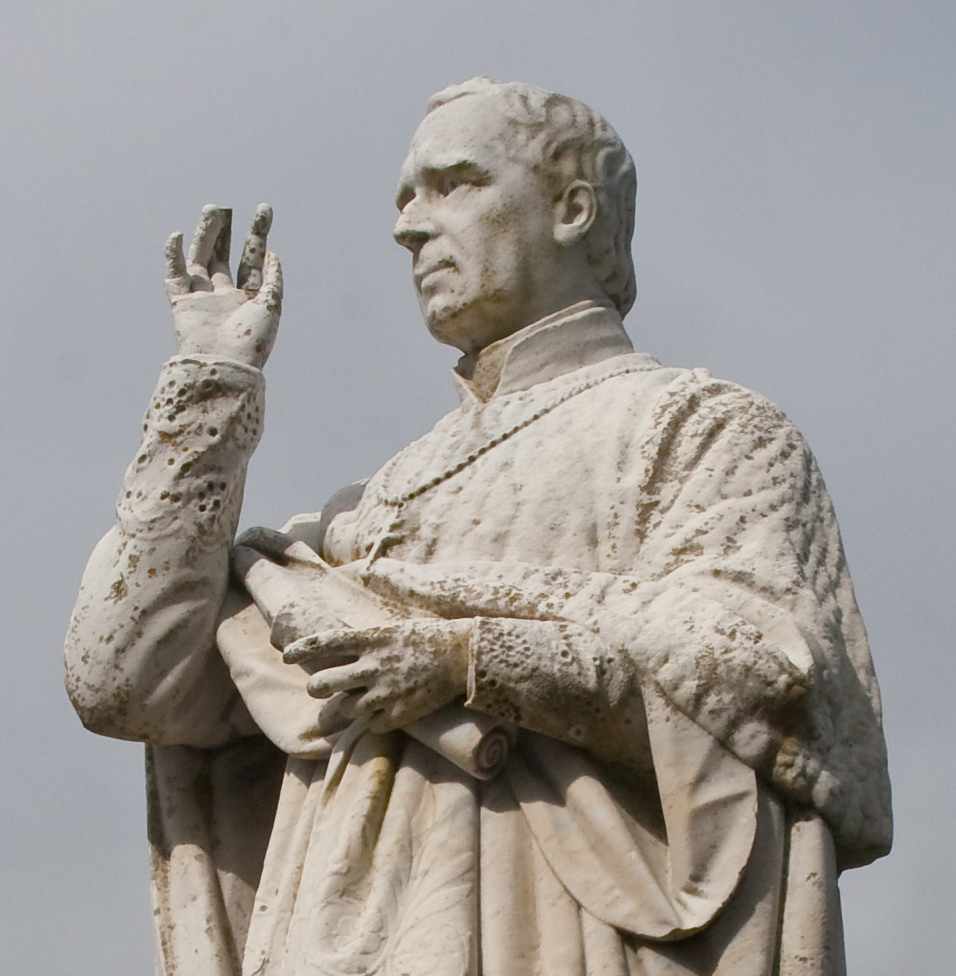
Statua di John MacHale, arcivescovo dal 1834 al 1881, presso la cattedrale di Tuam.

- Florentius Conry, O.F.M.Obs. † (30 marzo 1609 - 16 novembre 1629 deceduto)
- Malachy O'Queely † (22 aprile 1630 - 17 o 24 ottobre 1645 deceduto)
- John De Burgo † (11 marzo 1647 - 4 aprile 1667 deceduto)
- James Lynch † (8 marzo 1669 - 31 ottobre 1713 deceduto)
- Francis Burke † (31 ottobre 1713 succeduto - settembre 1723 deceduto)
- Bernard O'Gara † (23 dicembre 1723 - giugno 1740 deceduto)
- Michael O'Gara † (19 settembre 1740 - 1748 deceduto)
- Mark Skerret † (5 maggio 1749 - prima del 19 settembre 1785 deceduto)
- Philip Phillips † (22 novembre 1785 - prima del 3 dicembre 1787 deceduto)
- Boetius Egan † (4 gennaio 1788 - prima del 25 gennaio 1798 deceduto)
- Edward Dillon † (19 novembre 1798 - 30 agosto 1809 deceduto)
- Oliver O'Kelly † (4 ottobre 1814 - 18 aprile 1834 deceduto)
- John MacHale † (21 luglio 1834 - 4 novembre 1881 deceduto)
- John MacEvilly † (7 novembre 1881 succeduto - 26 novembre 1902 deceduto)
- John Healy † (13 febbraio 1903 - 19 marzo 1918 deceduto)
- Thomas Patrick Gilmartin † (10 luglio 1918 - 15 ottobre 1939 deceduto)
- Joseph Walsh † (16 gennaio 1940 - 31 gennaio 1969 ritirato[1])
- Joseph Cunnane † (31 gennaio 1969 - 11 luglio 1987 ritirato)
- Joseph Cassidy † (22 agosto 1987 - 28 giugno 1994 dimesso)
- Michael Neary (17 gennaio 1995 - 10 novembre 2021 ritirato)
- Francis Duffy, dal 10 novembre 2021

## Statistiche
L'arcidiocesi nel 2022 su una popolazione di 159.995 persone contava 145.312 battezzati, corrispondenti al 90,8% del totale.
| anno | popolazione | popolazione | popolazione | presbiteri | presbiteri | presbiteri | presbiteri                | diaconi | religiosi | religiosi | parrocchie |
| anno | battezzati  | totale      | %           | numero     | secolari   | regolari   | battezzati per presbitero | diaconi | uomini    | donne     | parrocchie |
| ---- | ----------- | ----------- | ----------- | ---------- | ---------- | ---------- | ------------------------- | ------- | --------- | --------- | ---------- |
| 1950 | 154.000     | 157.000     | 98,1        | 197        | 176        | 21         | 781                       |         | 75        | 217       | 56         |
| 1970 | 113.199     | 113.314     | 99,9        | 200        | 180        | 20         | 565                       |         | 137       | 535       | 56         |
| 1980 | 114.900     | 117.000     | 98,2        | 185        | 169        | 16         | 621                       |         | 105       | 455       | 56         |
| 1990 | 123.100     | 124.300     | 99,0        | 185        | 160        | 25         | 665                       |         | 68        | 392       | 56         |
| 1999 | 118.974     | 120.124     | 99,0        | 156        | 136        | 20         | 762                       |         | 55        | 347       | 56         |
| 2000 | 118.102     | 119.582     | 98,8        | 160        | 142        | 18         | 738                       |         | 48        | 320       | 56         |
| 2001 | 118.719     | 120.339     | 98,7        | 155        | 137        | 18         | 765                       |         | 46        | 308       | 56         |
| 2002 | 119.614     | 121.442     | 98,5        | 153        | 138        | 15         | 781                       |         | 38        | 287       | 56         |
| 2003 | 120.602     | 122.043     | 98,8        | 149        | 137        | 12         | 809                       |         | 33        | 283       | 56         |
| 2004 | 120.324     | 121.898     | 98,7        | 141        | 131        | 10         | 853                       |         | 28        | 272       | 56         |
| 2010 | 121.709     | 124.012     | 98,1        | 123        | 114        | 9          | 989                       |         | 23        | 211       | 56         |
| 2014 | 143.411     | 159.378     | 90,0        | 109        | 103        | 6          | 1.315                     |         | 15        | 187       | 56         |
| 2017 | 130.800     | 134.000     | 97,6        | 105        | 102        | 3          | 1.245                     |         | 18        | 187       | 56         |
| 2020 | 143.786     | 157.201     | 91,5        | 96         | 91         | 5          | 1.497                     |         | 18        | 181       | 56         |
| 2022 | 145.312     | 159.995     | 90,8        | 96         | 90         | 6          | 1.513                     | 3       | 17        | 162       | 56         |